# 트랙 앤드 필드
트랙 필드(영어: Track and field)는 달리기, 도약, 던지기 기술을 기반으로 한 육상 시합을 아우르는 스포츠를 말한다.
해당 명칭은 달리기 종목이 진행되는 육상 트랙과 던지기, 일부 도약 종목이 진행되는 잔디 경기장에서 유래했다. 트랙 필드에 도로 달리기 (마라톤 등), 크로스컨트리 달리기, 경보까지 아우르면 육상 경기가 된다. '트랙 필드' (미국 영어: Track and Field)라는 표현은 미국 영어로서 영국 영어로는 '애틀레틱스'(영국 영어: Athletics), 즉 육상이라고만 부른다.

## 종목
단거리 달리기, 중거리 달리기, 장거리 달리기, 경보, 허들 경주와 같은 달리기 종목들은 가장 짧은 시간에 완주한 선수가 우승하고 도약과 던지기 종목은 가장 높이 도약하거나 멀리 던진 선수가 우승한다. 
일반적인 도약 종목으로는 멀리뛰기, 세단뛰기, 높이뛰기, 장대높이뛰기가 있으며 일반적인 던지기 종목으로는 포환던지기, 창던지기, 원반던지기, 해머던지기가 있다. 단일 종목 외에 육상 5종목을 아우르는 5종경기, 7종목을 아우르는 7종경기, 10종목을 아우르는 십종 경기 등은 '복합 종목'이라 부른다. 복합 종목의 경우 선수들은 육상 경기장의 트랙 종목과 잔디 경기장의 필드 종목에 모두 참가하는 셈이다. 
대부분의 트랙 및 필드 종목은 한 명의 우승자를 가리는 개인 스포츠이며 가장 유명한 단체 종목은 4명이 한 팀을 이뤄 참가하는 릴레이 경기이다. 트랙 및 필드에서 진행되는 경기들은 남녀가 모두 같은 경기장에서 경기를 치르지만 성별을 나눠 진행되고 있으며 최근에는 남자 선수 2명과 여자 선수 2명이 한 팀을 이뤄 경기에 참가하는 "혼성" 종목이 도입되었다. 만약 참가하는 선수들이 너무 많으면 참가자들을 줄이기 위한 예선전이 진행된다.
트랙 및 필드는 가장 오래된 운동 종목 중 하나이다. 이 종목은 고대 그리스의 고대 올림픽처럼 스포츠 대회와 축제가 결합된 행사에서 진행되었다. 현대에 가장 권위 있는 국제 트랙 및 필드 대회로 여겨지는 것은 올림픽 육상과 세계 육상 선수권 대회이다. 트랙 및 필드 경기들을 주관하는 국제 스포츠 행정 기구로는 세계 육상 연맹이 있다.
해당 종목의 기록은 국제 기록에서 대륙권 기록, 국가 기록, 그리고 개인 기록까지 모든 부문의 기록이 공식적으로 인정되지만 선수가 해당 경기의 규칙이나 규정을 위반한 것이 확인되면 그들은 대회에서 실격되고 해당 기록이 말소 처리된다.
미국에서는 반드시 경기장 트랙에서만 진행되는 종목만이 아닌 크로스컨트리 달리기, 마라톤, 도로 달리기와 같은 육상 도로 종목들도 '트랙 필드'라고 부른다.

## 같이 보기
- 크로스컨트리 달리기
- 경보 (육상 경기)